# Tajemnice Majorki
Tajemnice Majorki (ang. The Mallorca Files) – brytyjski serial kryminalny współprodukowany przez Cosmopolitan Pictures, Clerkenwell Films, BritBox, ZDFneo i France 2.
Głównymi bohaterami serialu jest para detektywów pracujących w komendzie policji hiszpańskiej w Palma de Mallorca: przybyła z Wielkiej Brytanii Walijka Miranda Blake oraz pochodzący z Niemiec Bawarczyk Max Winter. Stanowią oni wyraźny kontrast ze względu na liczne różnice kulturowe oraz charakterologiczne, odmienność metod stosowanych w pracy detektywistycznej, a także różny poziom znajomości języka hiszpańskiego i katalońskiego. 
Prowadzą oni zazwyczaj śledztwa w sprawach związanych z cudzoziemcami przebywającymi na Majorce, które przydziela im komendant Villegas, często uznając je – jako że nie dotyczą one obywateli hiszpańskich – za drugorzędne.

## Obsada
- Elen Rhys – detektyw Miranda Blake
- Julian Looman – detektyw Max Winter
- María Fernández Ache – komendant Inés Villegas
- Nacho Aldeguer – patolog Federico Ramis (seria 1)
- Alex Hafner – patolog Roberto Herrero (seria 2)
- Tábata Cerezo – barmanka Carmen Lorenzo, dziewczyna Maxa Wintera[3][4]